# Хозроје I Ануширван
Хозроје I, такође познат и као Ануширван Законодавац је био персијски шаханшах (531—79) из династије Сасанида и уједно најзначајнији представник исте. Заслужан је за оснивање многих градова и раскошних палата, поправку трговачких путева, као и за изградњу бројних мостова и брана. За време његове амбициозне владавине, уметност и наука су доживеле свој врхунац. Спада међу водеће владаре у иранској култури и књижевности, а изван Ирана његово име постало је синоним за шаховску титулу, исто као што је Цезарево у Римском царству.
Хозројев отац Кавад I припадао је зороастријској секти маздакита, који су веровали у друштвену равноправност. Подржавајући ове, Кавад је настојао да централизује власт на уштрб великашких породица. Након смрти му 531. маздакити су подржали његовог старијег сина Кавуса, док су великашке породице и зороастријски маги дали предност Хозроју. Хозроје се представио као противник маздакизма и ступивши на престо погубио је већину њихових следбеника. У то време Византија и Персија су биле у јеку рата. Међутим, ни једно ни друго царство није успело да однесе превагу, те су се Јустинијан и Хозроје сложили да склопе мировни уговор.
Хозроје се оженио ћерком једног туркијског кагана који се у јерменским изворима спомиње као Кајен, а у персијским као Каким-каган.